# Артёмов, Николай Иванович
Николай Иванович Артёмов (7 мая 1915 года — 2 августа 1962) — советский игрок в хоккей с мячом.

## Карьера
Воспитанник московского хоккея с мячом.
В первом чемпионате СССР, выступая за завод им. Сталина, забил первый мяч отечественных чемпионатов.
В послевоенные годы выступал за «Динамо». В её составе дважды (1951, 1952) стал чемпионом страны и дважды (1950, 1954) — серебряным призёром чемпионата СССР.
Четырежды (1950, 1951, 1952, 1953) включался в список 22 лучших игроков сезона.
После сезона 1954/55 завершил карьеру.
Также играл в футбол. Выступал за московские команды КОР и «Казанка» (предшественники «Локомотива»), завод им. Сталина, «Пролетарская победа», «Динамо». Привлекался в сборную Москвы.
Участник чемпионата СССР по хоккею с шайбой 1946/47 в составе московского «Динамо».